# Clanis formosana
Clanis formosana är en fjärilsart som beskrevs av Gehlen. 1941. Clanis formosana ingår i släktet Clanis och familjen svärmare. Inga underarter finns listade i Catalogue of Life.